# Digitaler Humanismus
Digitaler Humanismus ist ein interdisziplinäres Konzept, das sich mit der Wechselwirkung zwischen technologischer Entwicklung, insbesondere der digitalen Transformation, und den Grundwerten des Humanismus befasst. Ziel ist es, den digitalen Wandel so zu gestalten, dass er dem Menschen dient, seine Würde wahrt und demokratische, ethische und soziale Prinzipien berücksichtigt. Der Digitale Humanismus versteht sich als Gegenentwurf zu technokratischen oder rein ökonomisch motivierten Digitalisierungsstrategien.

## Begriff und Entstehung
Der Begriff „Digitaler Humanismus“ wurde ab den 2010er-Jahren verstärkt in wissenschaftlichen, politischen und gesellschaftlichen Debatten verwendet. Besonders in Europa, und hier vor allem im deutschsprachigen Raum, hat er an Bedeutung gewonnen. Wichtige Impulse kamen unter anderem von der TU Wien, die 2019 mit dem „Vienna Manifesto on Digital Humanism“ eine internationale Plattform zur Diskussion des Themas ins Leben rief. Dieses Manifest wurde von über 1000 führenden Persönlichkeiten aus Wissenschaft, Politik und Industrie unterzeichnet und betont die Notwendigkeit, technologische Entwicklungen mit humanistischen Werten zu verbinden.
Der Digitale Humanismus steht in der Tradition des klassischen Humanismus, der den Menschen als Maß aller Dinge begreift, überträgt dieses Leitbild jedoch in das digitale Zeitalter. Dabei wird Technik nicht als autonomes System betrachtet, sondern als gesellschaftlich gestaltbar.

## Zentrale Anliegen
Die zentralen Anliegen des Digitalen Humanismus sind:
1. Wahrung der Menschenwürde: Auch im digitalen Raum soll die Unantastbarkeit der menschlichen Würde oberstes Prinzip sein.
2. Transparenz und Kontrolle von Algorithmen: Künstliche Intelligenz und automatisierte Systeme sollen nachvollziehbar, fair und überprüfbar gestaltet werden.
3. Demokratie und Teilhabe: Die digitale Transformation darf nicht zur Entmachtung von Individuen führen, sondern soll demokratische Strukturen stärken.
4. Bildung und Mündigkeit: Menschen sollen befähigt werden, digitale Technologien kompetent und kritisch zu nutzen.
5. Verantwortung der Entwickler und Entwicklerinnen, Informatiker und Informatikerinnen, Ingenieure und Ingenieurinnen, Entscheidungsträger und Entscheidungsträgerinnen sollen sich der gesellschaftlichen Wirkung ihrer Arbeit bewusst sein und Verantwortung übernehmen.

## Anwendung und Kritik
Der Digitale Humanismus findet Anwendung in Bereichen wie Ethik der künstlichen Intelligenz, Datenschutz, Plattformregulierung, digitale Bildung und der Entwicklung von menschenzentrierter Technik. Er beeinflusst politische Initiativen auf nationaler und europäischer Ebene, etwa im Zusammenhang mit der EU-Verordnung zu Künstlicher Intelligenz (AI Act).
Kritiker bemängeln jedoch, dass der Begriff teils vage bleibe und konkrete Maßnahmen oft hinter ethischen Absichtserklärungen zurückblieben. Zudem werde er mitunter als europäisches Gegenmodell zu US-amerikanischem Technologiekapitalismus stilisiert, ohne ausreichende Umsetzungskraft.